# 成島司直
成島 司直（なるしま もとなお、安永7年2月15日（1778年3月13日） - 文久2年8月13日（1862年9月6日））は、江戸時代の儒学者・歴史家・政治家・文筆家・歌人。東岳（とうがく）および翠麓（すいろく）と号す。江戸幕府奥儒者。極官は従五位下・図書頭。幕府正史『御実紀』（通称『徳川実紀』）の編集主幹。その他の著書・編纂に『改正三河後風土記』など。父は成島勝雄、養子に成島筑山、養孫に成島柳北。

## 概要
書物奉行成島勝雄（号は衡山）の子として出生。字は邦之。通称を邦之助、のち邦之丞。
寛政7年（1795年）5月、奥儒者見習。同11年（1799年）、大番格。
享和元年（1801年）、大学頭林述斎が推進してきた正史『御実紀』（明治以降は『徳川実紀』と通称される）の編纂事業が実行されることが正式に決定し、述斎を総括として、司直が実務上の編纂事業に当たることになった。その編纂本部である「御実紀調所」も司直の邸宅に置かれた。明暦の大火で明暦以前（1657年）の史料に乏しい、正史としての性格上徳川氏寄りの記述になる、一部年紀の混乱が見られる、など問題も無い訳ではないが、もとの史料の原文を余り崩さないようにしつつも、簡にして要を得た流麗な平仮名交り文で統一されたその編纂は司直の高い編集手腕を示し、『御実紀』は近世研究の基幹の一つとして評価されている。
文政年間（1818-1831年）、従来、林家の事実上の世襲とされてきた奥儒者（将軍の侍講）に昇進する（室鳩巣や成島信遍など前例が全くない訳ではないが、異例のことである）。
奥医師杉本宗春院の子の筑山を養子に迎える。筑山は『御実紀』の編纂にも携わり、また養父・司直と並行して江戸幕府からの命を受け、室町幕府の時代を記した歴史書『後鑑』を編纂している。のちに養孫の柳北もこれらの事業に係わるなど、親子孫三代に渡って続けられた大事業であった。
天保3年（1832年）9月、第11代将軍徳川家斉に徳川創業史の一つ『三河後風土記』の校訂増補を命じられ、同8年（1837年）3月に『改正三河後風土記』全42巻を幕府に献上。
天保12年（1841年）に大御所家斉が死去し、既に第12代将軍だった徳川家慶が名実共に幕府の長になると、司直は家慶の信任を受け、諸政にも進言するようになった。同年8月、御広敷用人次席格となり、諸大夫（五位の位階を持つ武家）・図書頭に任じられ、勤役中500俵、役料300俵。同年7月14日（1841年8月30日）には、『御実紀』の発起人・統括である林述斎が死去し、司直が公的にも正史事業の主宰者になる。さらに、天保14年（1843年）4月、将軍の日光東照宮参詣にも陪従。栄華の極みにあった。
ところが、『御実紀』完成直前の天保14年（1843年）10月24日、突如、御役御免と隠居謹慎を言い渡され、子の筑山まで連座で罰せられてしまう。御実紀調所（『御実紀』編集本部）は昌平坂学問所に移され、その正本全517巻は、述斎・司直という史学界の両巨頭が不在のまま、同年12月（1844年初頭）、家慶に献上されることとなった。その後、司直は、死までの20年間近く、幕府に再び用いられることはなかった。失脚の理由は一切公表されず、現在でも憶測の対象になっている。木村芥舟によれば、家慶に寵用され、たびたび外政にも干渉したので、それを妬んで讒言した者がいたからだという（『旧幕府』2号所収「幕府名士小伝」）。岡本氏足（岡本近江守）によれば、その妬んだ者とは目付の鳥居耀蔵であるという（山田三川編『想古録』1055、ちなみに耀蔵は司直の元上司・林述斎の二男でもある）。山本武夫は、司直失脚は、天保の改革の主導者だった水野忠邦の失脚（同年閏9月13日）の直後であることから、これと関係があるのではないか、と推測している（『国史大辞典』）。
のち、嘉永2年（1849年）11月に、子の筑山が『御実紀』副本を完成させたことで賞賜され、司直の存命中に成島家は名誉回復されている。その筑山は、同6年（1853年）、養父に先立ち死去。司直は息子に遅れること9年、文久2年8月13日（1862年9月6日）に亡くなる。司直は、晩年は政治的には不遇であったとはいえ、戸川安清寿蔵碑の本碑を撰したのが文久元年（1861年）ごろ、同碑文で従五位下・図書頭を名乗っているため、学者としての地位・名声は保ったまま死去したようである。墓所は雑司ヶ谷霊園（東京都豊島区南池袋四丁目）。

## 人物
- 弟子に堀左山や山岡襟島、友人に幕府右筆の屋代弘賢など。
- 博覧強記にして多芸多才の人であり、和歌や文章にも優れていた[2]。当時の百番歌合の判詞も書いている[2]。歌集に『司直詠草』。
- 天保4年（1833年）3月23日の徳川家慶川崎遊覧に随行したときの様子を書いた『海駅行色』は美文として当時の知識人・大名に回し読みされたようで、大坂西町奉行（のち御側御用取次）新見正路の称賛が末尾に付けられ、儒官林檉宇（後の林大学頭家第9代当主）から回ってきたものを、同6年（1835年）5月1日に平戸藩主松浦静山も書写している（『甲子夜話三篇』巻16）[8]。
- 漢学・日本史の権威でありながら、西欧の事物にも明るく、日本最初の写真家（写真師）の一人である下岡蓮杖が写真術に興味を持ったのも、成島司直から情報を聞き渡されたからである[9]。
- 温泉好きで、主君から、熱海温泉に行く休暇を許可されたとき、喜びのあまり「なみならぬ 恵ならずば はしり湯の 早きしるしを いかで身にえむ」の短歌を詠んでいる（『熱海紀行』（享和2年（1802年）））[10]。

## 著作・編纂
- 『御実紀』（『徳川実紀』）
- 『改正三河後風土記』
- 『琉球録話』
- 『司直詠草』
- 『東の春』
- 『硯の海』
- 『上書』
- 『晃山扈従私記』
- 『文政十年相国宣下武門記』
- 『熱海紀行』
- 『成島司直職人歌合』
- 新見正路『賜蘆拾葉』所収
  - 『日光道中雑誌』
  - 『二荒の行紀』
  - 『白鹿考証』
- 『輪池叢書』所収
  - 『管絃記』
  - 『玉川紀行』